# Leonardo Lemos Montanet
Leonardo Lemos Montanet, właśc. José Leonardo Lemos Montanet (ur. 31 maja 1953 w Barallobre) – hiszpański duchowny rzymskokatolicki, biskup diecezjalny Ourense od 2012.

## Życiorys
Urodził się 31 maja 1953 w Barallobre. Studiował w seminarium duchownym w Santiago de Compostela. Święceń prezbiteratu udzielił mu 19 maja 1979 arcybiskup metropolita Santiago de Compostela Ángel Suquía Goicoechea. Studia kontynuował w Rzymie. W 1984 na Papieskim Uniwersytecie Gregoriańskim uzyskał licencjat z filozofii, a w 1987 na Papieskim Uniwersytecie Świętego Tomasza z Akwinu doktorat z filozofii. Pracował głównie w archidiecezjalnym seminarium oraz w instytucie teologicznym.
16 grudnia 2011 papież Benedykt XVI mianował go biskupem diecezjalnym diecezji Ourense. Sakrę biskupią przyjął 11 lutego 2012, Udzielił mu jej Julián Barrio Barrio, arcybiskup metropolita Santiago de Compostela, któremu asystowali arcybiskup Renzo Fratini, nuncjusz apostolski w Hiszpanii, biskup Tui-Vigo Luis Quinteiro Fiuza, biskup diecezjalny Tui-Vigo, Carlos Osoro, arcybiskup metropolita Walencji, Camilo Lorenzo Iglesias, biskup diecezjalny Astorgi, i José Diéguez Reboredo, biskup senior Tui-Vigo.